# Freya Ridings
Freya Ridings, née le 19 avril 1994 à Londres en Angleterre, est une auteure-compositrice-interprète et musicienne britannique.
Elle se fait connaître en 2018 avec sa chanson piano-voix Lost Without You. Sa voix est souvent comparée à celle de Florence Welch, chanteuse de Florence and the Machine, et de Hannah Reid, chanteuse du groupe London Grammar,,.

## Biographie

### Jeunesse
Née à Londres, Freya Ridings grandit à Palmers Green dans le borough londonien d'Enfield. Son père est l'acteur britannique Richard Ridings. 
Pendant son enfance, elle souffre de dyslexie et d'isolement. La musique devient alors un refuge, elle joue de la guitare et du piano, et commence à écrire ses propres chansons dès l'âge de neuf ans pour exprimer son mal être. À onze ans, elle participe à sa première scène ouverte et trouve sa voie. Décidée à faire de la musique son métier, elle entre à seize ans à la BRIT School dans le borough londonien de Croydon où sont enseignés les arts du spectacle, et en ressort diplômée.

### Carrière
En 2017, Freya Ridings sort au mois de mai son premier single, Blackout, suivi fin juin d'une reprise de Maps, chanson interprétée à l'origine par le groupe Yeah Yeah Yeahs.
Cette même année, elle joue sur scène en première partie d'artistes comme Tears for Fears, Tash Sultana et Lewis Capaldi avant de se produire en vedette.
Son premier album est d'ailleurs enregistré en public. Intitulé Live at St Pancras Old Church il est publié en septembre 2017. 
C'est le 3 novembre 2017 que sort le single Lost Without You qui allait lui ouvrir les portes du succès, mais pas avant l'été 2018. En effet, l'utilisation de la chanson dans l'émission de téléréalité Love Island sur ITV2 au mois de juillet 2018 provoque aussitôt un pic de recherche sur Shazam,. Elle est ensuite largement diffusée sur les ondes de BBC Radio 1 et BBC Radio 2 et fait son entrée dans le classement des ventes de singles au Royaume-Uni où elle reste pendant 43 semaines, culminant à la 9e place en novembre 2018,. Le single est certifié triple disque de platine au Royaume-Uni pour 1 800 000 ventes ou équivalent ventes,. Le succès est au rendez-vous hors des frontières britanniques avec une 16e place dans les charts en Irlande, un disque d'or au Canada, tandis qu'aux États-Unis la chanson se classe 16e dans le Hot Adult Contemporary Tracks établi par le magazine Billboard,,.
Un deuxième album enregistré en public, Live at Omeara, a été publié en mars 2018.
En mars 2019, Freya Ridings sort un nouveau single, You Mean the World to Me, produit par Greg Kurstin, accompagné d'un clip réalisé par Lena Headey dans lequel apparaît l'actrice Maisie Williams. Si l'impact dans les charts britanniques est moindre, avec une 57e place, le titre arrive 15e dans le Hot Adult Contemporary Tracks aux États-Unis.
Le single suivant, Castles, sorti le 31 mai 2019, en plus d'être certifié disque de platine au Royaume-Uni a les honneurs des hit-parades dans plusieurs pays en Europe (Allemagne, Autriche, Belgique, Irlande, Suisse) ainsi qu'en Australie où il est également certifié double disque de platine,,,. Aux États-Unis, il est 15e du Hot Adult Contemporary Tracks.
Le premier album studio, simplement intitulé Freya Ridings, sort le 19 juillet 2019 sur le label indépendant Good Soldier, distribué à l'international par Capitol Records et Island Records. Globalement bien accueilli par la critique, il se classe 3e au Royaume-Uni et obtient une certification or,,,. Il entre également dans les classements des ventes en Allemagne, en Autriche, en Irlande et en Suisse,.
Freya Ridings est nommée aux Brit Awards 2020 dans la catégorie meilleure artiste solo féminine britannique,.
Le 12 janvier 2023, Freya Ridings dévoile le single Weekends, premier extrait du deuxième album studio intitulé Blood Orange dont la sortie, tout d'abord annoncée pour le 5 mai 2023, est avancée d'une semaine et a lieu le 28 avril 2023,. Blood Orange entre à la 7e place du classement des ventes au Royaume-Uni.

## Discographie

### Albums studio
- 2019 : Freya Ridings
- 2023 : Blood Orange

### Albums live
- 2017 : Live at St Pancras Old Church
- 2018 : Live at Omeara

### Extended Play
- 2019 : You Mean the World to Me

### Singles
- 2017 : Blackout
- 2017 : Maps
- 2017 : Lost Without You
- 2018 : Ultraviolet
- 2018 : Waking Up (avec MJ Cole et Cédric Gervais)
- 2019 : You Mean the World to Me
- 2019 : Castles
- 2019 : Love Is Fire
- 2023 : Weekends
- 2024  :Freya Ridings - “I Can’t Hear It Now” (from Arcane Season 2)

### Apparitions
- 2023 : Bet My Dollar (Tiësto avec Freya Ridings)

## Distinctions
- Brit Awards 2020 : nomination comme meilleure artiste solo féminine britannique